# Agydaganat
Agydaganatnak nevezzük azt a szövetszaporulatot, mely az agy szöveteiből indul ki. Gyakoribb azonban, mikor a test más részében kialakult daganatok képeznek áttétet az agyban.
Mivel az agy be van zárva a csontos koponyába, amely nem tud tágulni, a növekvő daganat növeli a koponyán belüli nyomást. Az agydaganat tüneteit okozhatja a tumor közvetlen hatása az agyidegekre, vagy okozhatja a koponyaűri nyomás növekedése. A tünetek attól is függenek, hogy az agy mely része érintett. A legtöbb agydaganat nem terjed szét a test más részeibe, mint a más szervekből kiinduló rosszindulatú daganatok.
Az agydaganatok műtétjét idegsebész szakorvosok végzik. Az első agyműtétet az angol Rickman Godlee 1884-ben, az első magyarországi agyműtétet pedig Lipscher Mór 1900-ban végezte el.
Felnőttek esetében az elsődleges tumorok leggyakoribb fajtái a meningeomák, és az olyan astrocytomák mint a glioblastoma.

## Tünetek
- Harmincon túli egyéneknél az első jel epilepsziás roham lehet.
- Izomgyengeség, vagy a mozgás összehangolatlansága.
- Személyiségváltozások.
- Növekvő aluszékonyság.
- Az egyensúly elvesztése vagy a látótér egy részének kiesése.
- Fejfájás és hányás jelezheti a növekvő nyomást. A fejfájás rosszabbodik köhögéskor és lefekvéskor, és különösen súlyos lehet reggel.
- Gyermekekben a tumor (medulloblastoma) megtámadhatja a kisagyat, az agynak azon részét, amely a mozgást összehangolja. A gyermek ekkor bizonytalanul áll a lábán, és szeme rezeg. A fejfájás és a koponyán belüli megnövekedett nyomás érzése a gyermekekben gyakorta lassan alakul ki, mivel az ő koponyájuk kissé tágul.

## Kialakulásának ideje
- Rendkívül változó. Sok agytumor lassan növekszik, és nehéz felismerni.
- Nagy részük 1-6 hónap alatt fejlődik ki, mások több év alatt.

## Kialakulásának okai
Agydaganatok kialakulhatnak az agyban lévő idegeket burkoló sejtekből, ekkor glioma a nevük. Eredhetnek még az agyhártyából. Ezeket általában meningeomának hívják. A rák a szervezet más részeiből, főként a tüdőből, emlőből, veséből és vastagbélből kiindulva áttétet képezhet és daganatot okozhat az agyban. Ennek neve másodlagos tumor.
Mivel az agydaganatok sejtjeinkből alakulnak ki, az agydaganatok kialakulásának okai genetikai eredetűek, génjeinkben hordozottak.

## Szövődmények
Maradandó agykárosodás.

## Diagnózis
Az orvosi vizsgálatok során ellenőrzik, hogy jól működnek-e a reflexeink, előfordul-e zsibbadás, izomgyengeség. Az idegrendszer vizsgálata és különösen a szemfenék ellenőrzése szemtükrözéssel felfedhet tumorra utaló jeleket. Az orvos koponya- és mellkasröntgen vizsgálatot rendel el. Kifinomultabb módszerekkel, például EEG vagy MRI vizsgálatokkal könnyen kimutatható a daganat. A tumorok egy része, ha nem is mindegyikük, eltávolítható műtéttel. Egyes másodlagos daganatok (például a veséből származó áttétek) visszafejlődnek vagy el is tűnnek, ha az elsődleges tumort eltávolítják.

## Fordítás
- Ez a szócikk részben vagy egészben az Brain tumor című angol Wikipédia-szócikk fordításán alapul.  Az eredeti cikk szerkesztőit annak laptörténete sorolja fel. Ez a jelzés csupán a megfogalmazás eredetét és a szerzői jogokat jelzi, nem szolgál a cikkben szereplő információk forrásmegjelöléseként.